# والتر دانلدسن
والتر دانلدسن (انگلیسی: Walter Donaldson؛ ۱۵ فوریهٔ ۱۸۹۳ – ۱۵ ژوئیهٔ ۱۹۴۷) ترانه‌سرای مشهور اهل ایالات متحده آمریکا بود.
از فیلم‌ها یا مجموعه‌های تلویزیونی که وی در آن‌ها نقش داشته است، می‌توان به بزن‌بکوب! اشاره نمود.